# Grijsbuikmiersluiper
De grijsbuikmiersluiper (Isleria hauxwelli; synoniem: Myrmotherula hauxwelli) is een zangvogel uit de familie Thamnophilidae (miervogels). Deze vogel is genoemd naar ene John Hauxwell, van wie alleen bekend is dat hij vogels verzamelde.

## Verspreiding en leefgebied
Deze soort komt voor in het Amazonegebied en telt vier ondersoorten:
- I. h. suffusa: van zuidoostelijk Colombia tot oostelijk Ecuador, noordoostelijk Peru en noordwestelijk Brazilië.
- I. h. hauxwelli: oostelijk Peru, westelijk Brazilië en noordelijk Bolivia.
- I. h. clarior: centraal Brazilië.
- I. h. hellmayri: noordoostelijk Brazilië bezuiden de Amazonerivier.

## Status
De grootte van de populatie is niet gekwantificeerd maar de soort wordt omschreven als vrij algemeen. Op de Rode lijst van de IUCN heeft deze soort de status niet bedreigd.